# Jordbävningen i Nepal 2015
Jordbävningen i Nepal 2015 inträffade kl 11:56 lokal tid den 25 april 2015 i Gorkhadisktriket cirka 80 kilometer öster om Nepals näst största stad Pokhara, ungefär halvvägs till huvudstaden Katmandu.
Magnituden beräknades vara 7,8 på richterskalan och minst 2 593 dödades och minst 14 023 skadades. 
Jordbävningen utlöste flera laviner på Mount Everest där minst 22 människor uppgavs ha omkommit och 217 personer är saknade på berget. Det är den värsta katastrofen i bergets klättringshistoria.[källa behövs]
Flera byggnader i centrala Katmandu kollapsade, inklusive Kamadevtemplet och det historiska tornet Dharahara, som båda finns på Unesco's världsarvlista. De värst drabbade delarna av Nepal var Gorkha- och Lamjungdistrikten nordväst om Katmandu. Över trettio efterskalv som beräknades vara över 4,5 på richterskalan fortsatte att skaka Nepal det första dygnet. De kraftigaste efterskalven mätte 6,7 respektive 6,6. De båda skedde den 26 april klockan 12:54 lokal tid, alltså 34 minuter efter det kraftigaste skalvet. 
Den 12 maj inträffade ett nytt jordskalv, som mätte 7,4 på richterskalan. Detta skalvs epicentrum låg i ett isolerat område nära den kinesiska gränsen mellan Nepals huvudstad Katmandu och Mount Everest. Minst 65 personer omkom och närmare 2 000 skadades.
Skador och dödsfall inrapporterades ända från norra Indien, Pakistan, Bangladesh, Tibet och andra delar av Kina. 
Skalvet den 25 april var det kraftigaste i Nepal sedan jordbävningen i Nepal–Bihar 1934 (8,2) och det femte största skalvet som drabbat Katmandu sedan 1810. 
| Land       | Döda  | Skadade | Referens |
| ---------- | ----- | ------- | -------- |
| Nepal      | 2 500 | 6 911   | [ 4 ]    |
| Indien     | 69    | 259     | [ 5 ]    |
| Kina       | 20    | 55      | [ 6 ]    |
| Bangladesh | 4     |         | [ 7 ]    |
| Totalt     | 2 593 | 7 225   |          |

## Galleri

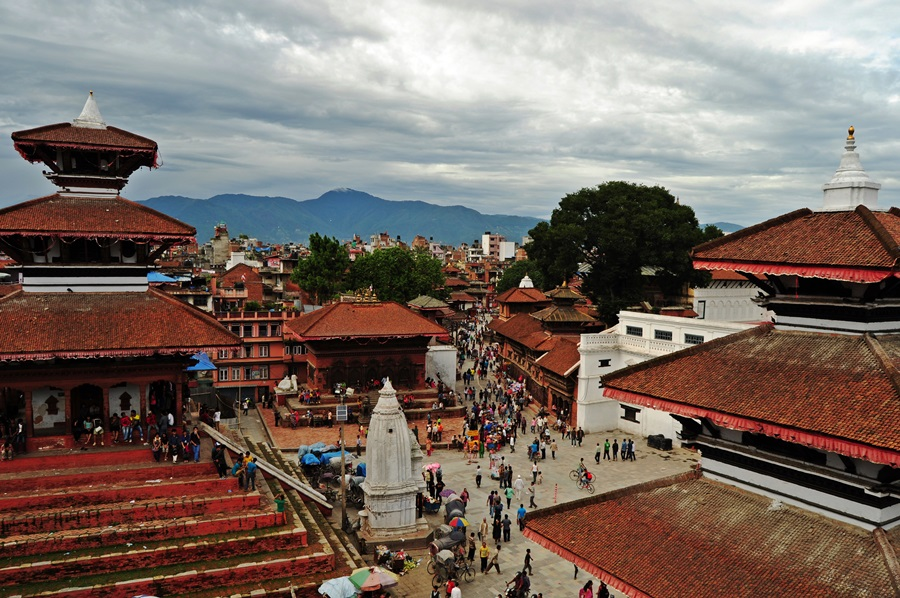
Durbarplatsen i Katmandu före jordbävningen